# Fossano
Fossano (piemontiul: Fossan) település Olaszországban, Piemont régióban, Cuneo megyében. Lakosainak száma 24 190 fő (2023. január 1.). Fossano Centallo, Genola, Salmour, Savigliano, Villafalletto, Bene Vagienna, Cervere, Montanera, Sant’Albano Stura és Trinità községekkel határos.

## Népesség
A település lakossága az elmúlt években az alábbi módon változott:
| Lakosok száma | 24 561 | 24 372 | 24 190 |
|               | 2017   | 2018   | 2023   |

## Itt született
- Fiorenzo Bava Beccaris tábornok, az 1898. májusi milánói éhséglázadás véres leverésének irányítója